# Thyriodes flabellum
Thyriodes flabellum är en fjärilsart som beskrevs av Guenée sensu Druce. Thyriodes flabellum ingår i släktet Thyriodes och familjen nattflyn. Inga underarter finns listade i Catalogue of Life.